# Modisi
Modisi è un villaggio dell'Indonesia, situata nella provincia del Sulawesi Settentrionale.